# Modulus Guitars

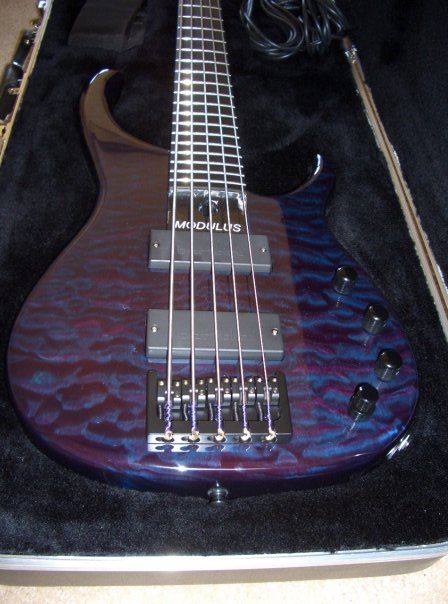
Ein Bass der Marke Modulus

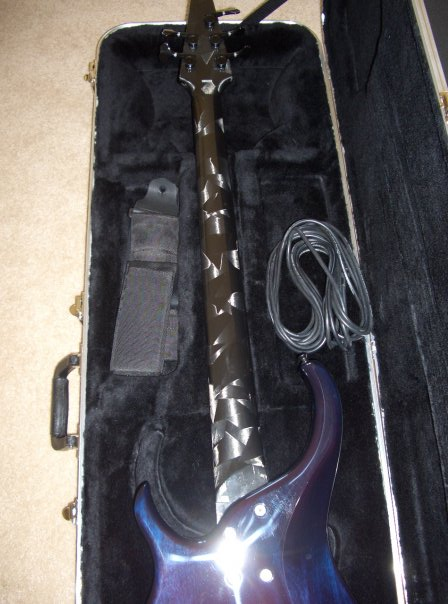
Gitarrenhals eines Modulus-Basses mit charakteristischer CFK-Textur

Modulus Guitars ist ein US-amerikanischer Musikinstrumentehersteller, der vor allem für Bassgitarren aus kohlenstofffaserverstärktem Kunststoff (CFK) bekannt ist. Der Firmenname bezieht sich auf den Elastizitätsmodul (englisch: Young’s modulus), da CFK einen besonders hohen Elastizitätsmodul aufweist.

## Hintergrund
Traditionell werden E-Gitarren aus Harthölzern hergestellt und teilweise mit einem einstellbaren Halsspannstab aus Stahl versehen. Der natürliche Werkstoff Holz ist jedoch sehr inhomogen, so dass die Materialeigenschaften wie Dichte und Steifigkeit über den Gitarrenhals nicht konstant sind. In Kombination mit dem Halsspannstab führt dies dazu, dass es entlang des Gitarrenhalses zu Lautstärke- und Tonhöhenschwankungen kommt. Durch das Ersetzen des Holzes mit modernen Materialien soll dieser Nachteil beseitigt werden. Besonders CFK eignet sich hier durch seine hohe Steifigkeit und sein geringes Gewicht.
Firmengründer Geoff Gould arbeitet ursprünglich in der Luftfahrtindustrie, wo er bereits Erfahrungen mit faserverstärkten Kunststoffen sammelte. Nach seiner Entlassung experimentierte Gould, ein leidenschaftlicher Bassgitarrist, mit dem Material um Gitarrenhälse aus CFK Hohlprofilen zu fertigen. 1977 konnte er einen ersten Prototyp auf der Messe präsentieren. 1978 gründete er mit einigen seiner Ex-Kollegen die Firma Modulus Graphite, mit welcher er Gitarrenhälse für andere Gitarrenhersteller produzierte. Später kam die Produktion eigener Instrumente hinzu und benannte sich in Modulus Guitars um.
Da sich kein neuer Investor fand, musste das Unternehmen aufgrund der schlechten Wirtschaftslage Anfang 2013 schließen.

## Neugründung 2014
Im Jahre 2014 wurde bekannt, dass wieder Modulus-Gitarren in geringer Stückzahl hergestellt werden. Über die Internetseite Planet Bass kann man die exklusiven Instrumente bestellen.

## Bekannte Musiker, die Modulus-Gitarren spielen
- David Ellefson – Megadeth
- Flea – Red Hot Chili Peppers
- Phil Lesh und Bob Weir – Grateful Dead
- Stefan Lessard – Dave Matthews Band
- Meshell Ndegeocello
- Mike Gordon – Phish
- Dave Schools – Widespread Panic
- Jeff Ament – Pearl Jam
- Chad Urmston und Pete Francis Heimbold – Dispatch
- Alex Webster – Cannibal Corpse -Hate Eternal
- Otto Schimmelpenninck – Delain